# SS Thomas Currell
La SS Thomas Currell era un peschereccio di classe Strath costruito per nel Regno Unito. Fu acquistata dalla Sanford Ltd. nel 1921 per essere utilizzato in Nuova Zelanda. Durante la seconda guerra mondiale la Royal New Zealand Navy la utilizzò come dragamine ausiliario. Il suo relitto e attualmente visibile a Port Hutt, sull'isola di Chatham.

## Storia
Originariamente costruito come Enrico dal cantiere navale R. Williamson & Son a Workington per essere utilizzata come peschereccio. Nel 1921 la Sanford Ltd. stava espandendo la sua flotta di pescherecci e, avendo sentito parlare di diversi pescherecci da traino in vendita nel Regno Unito, inviò alcuni rappresentanti a controllare lo stato delle navi.
L'Enrico sembrava soddisfare le esigenze dell'azienda e fu acquistato per 5.500 sterline e il suo nome cambiato in Thomas Currell.  Prima del suo viaggio di trasferimento in Nuova Zelanda, la nave ricevette alcune modifiche ed imbarcò attrezzature di riserva, tra cui un'elica e un albero. Il viaggio verso Auckland del Thomas Currell durò tre mesi, e il peschereccio arrivò nel febbraio 1922 entrando in servizio poco dopo.
Allo scoppio della seconda guerra mondiale il Thomas Currell era impegnato in una normale battuta di pesca e non era a conoscenza della dichiarazione di guerra a causa della mancanza di una radio a bordo e non poteva essere contattato. La nave rientrò ad Auckland una settimana dopo la dichiarazione di guerra, scaricò il pescato e venne trasferita alla base navale di Devonport, poiché era stata requisita dal governo.
Insieme agli altri pescherecci da traino della Sanford Ltd., il James Cosgrove e lo Humphrey, fu convertita per compiti di dragaggio e armata con un cannone da 102 mm, bombe di profondità e attrezzature per lo sminamento, ricevendo anche un telegrafo senza fili e attrezzatura telegrafica.

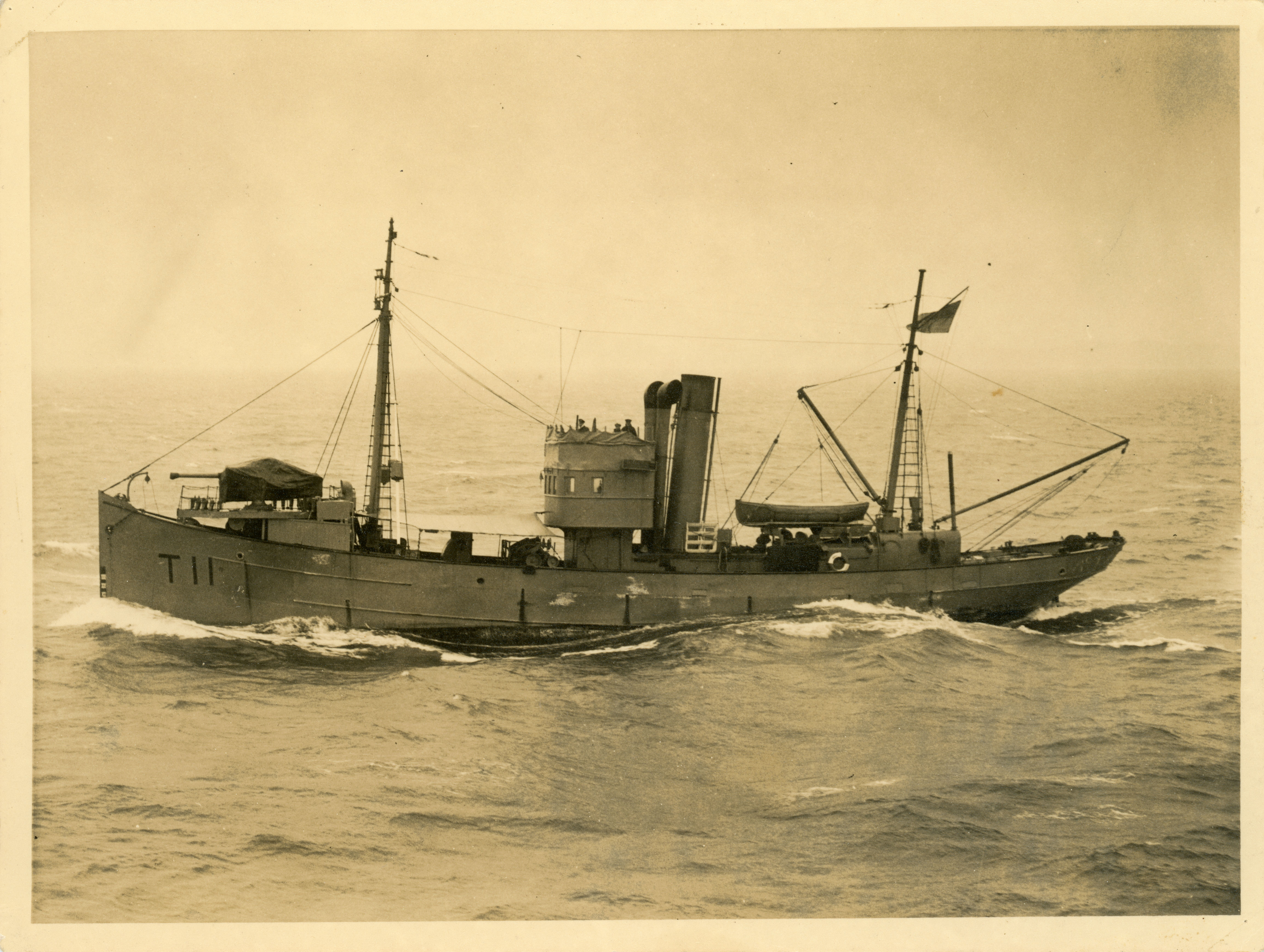
Il Thomas Currell impiegato come dragamine ausiliario nel corso della seconda guerra mondiale.

Il T11 Thomas Currell entrò in servizio nella Royal New Zealand Navy il 10 ottobre 1939, prestando servizio ad Auckland. La mattina del 19 giugno 1940, fu ricevuto un segnale di soccorso dalla nave passeggeri Niagara, che informava di avere urtato una mina tra Bream Head e le isole Mokohinau e stava affondando. Alla James Cosgrove e alla Thomas Currell fu ordinato di salpare, procedendo a tutta velocità verso la posizione del Niagara che fu raggiunta  alle 12:50 con inizio delle operazioni di sminamento alle 14:48. Lei e la James Cosgrove scoprirono due mine a contatto che erano state posate di recente dall'incrociatore ausiliario tedesco Orion, ed entrambe furono distrutte con il fuoco dei fucili. Il Thomas Currell venne tolto dal servizio militare nel settembre 1944, con i lavori di riconversione in un peschereccio completati entro la fine del 1945.

Il relitto del Thomas Currell a Port Hutt.

Il Thomas Currell prestò servizio fino alla messa in disarmo nel 1952, e posto in vendita poiché, a quel tempo, si pensava che i grandi pescherecci a vapore non fossero più un metodo economico di pesca, con il carbone che diventava sempre più costoso e i membri dell'equipaggio sempre più difficili da trovare poiché la nave era ritenuta piuttosto datata. La Sanford Ltd. venne contattata dalla Cooperativa dei pescatori (Combined fisheries Ltd.) di Wellington con la proposta di acquistare il peschereccio per garantire un rifornimento regolare di pesce alla cooperativa, ai rivenditori e ai clienti. Il Thomas Currell fu esaminato a fondo e si scoprì che necessitava di alcune riparazioni allo scafo, e i lavori furono eseguiti dalla Mason Bros Engineering Co Ltd nel bacino di carenaggio di Devonport. Venduto per 7.000 sterline alla Cooperativa, il Thomas Currell salpò per Wellington sotto il comando di John Campbell.
Nel 1955 il Thomas Currell fu rimotorizzato. La macchina a vapore,  costosa da gestire, fu rimossa e sostituita con un motore diesel da 480 hp (360 kW), ed inoltre fu imbarcata una zavorra aggiuntiva di 20 tonnellate necessaria a causa della differenza di peso tra il vecchio e il nuovo propulsore. Il costo di questa ristrutturazione fu in totale di 20.000 sterline. Alla fine degli anni Cinquanta del XX secolo, la società proprietaria della Thomas Currell cessò l'attività e la nave fu messa in vendita e ceduta alla Wellington Trawler Company.  Nel 1966, durante il boom dei gamberi delle isole Chatham, la Thomas Currell fu spostata a Port Hutt per fungere da congelatore galleggiante per immagazzinare i gamberi, che la Holmdale avrebbe portato nella Nuova Zelanda continentale. La nave era sotto la responsabilità di Jimmy Lenagham, che era stato l'ingegnere capo durante il suo viaggio a Port Hutt. Mentre era all'ancora, di tanto in tanto si liberava dagli ormeggi, urtando le altre navi. Ciò causò notevole ansietà a Lenagham, che nel 1968 decise di liberarsi del problema facendo arenare a riva a tutta velocità il Thomas Currell a Port Hutt. Il suo relitto si trova ancora li.

### Fonti
1. 1 2 3 4 5  Makarios 1996, p. 69.
2. 1 2 3 4 5  Paul Titchener, The story of Sanford Ltd: The first one hundred years, Auckland: Sanford, 1981.
3. 1 2 3 4  Makarios 1996, p. 70.
4. 1 2 3 4 5  Makarios 1996, p. 71.
5. 1 2 3  Makarios 1996, p. 72.
6. 1 2 3 4  Makarios 1996, p. 74.
7. 1 2 3  Makarios 1996, p. 75.